# Growlanser III: The Dual Darkness
Growlanser III: The Dual Darkness es la tercera entrega de la serie Growlanser, creada por Career Soft y distribuida por Atlus, al igual que uno de los dos juegos lanzados en Estados Unidos en Growlanser Generations. Como dice en la contraportada del juego, lleva a los jugadores a la época y el planeta donde comienza la serie, un mundo donde el poder del sol está desapareciendo y la tierra está muriendo.
Growlanser III junto con Growlanser II: The Sense of Justice fueron lanzados como un mismo juego en Norteamérica titulado Growlanser Generations en diciembre de 2004. Ambos juegos habían sido planeados originalmente como lanzamientos americanos separados por la distribuidora Working Designs, pero por oposición de Sony, Working Designs fue forzado a lanzar ambos juegos como uno solo. Working Designs optó por añadirle una función de batalla automática a los dos juegos, al igual que mejores opciones de actuación de voz, como la capacidad de activar o desactivar las voces de personajes específicos. Cada juego también cuenta con una galería de arte incluida, tomas falsas de audiciones (una función común en los títulos de Working Designs), y música disponible tras completar el juego.

## Jugabilidad
Aunque sea similar a su predecesor en la serie, se realizaron algunos cambios notables en la jugabilidad. Se utilizan cuatro personajes en batalla en lugar de ocho, y los hechizos más poderosos requieren de cooperación entre dos personajes diferentes. Además, la exploración del mundo es libre, en lugar de utilizar un mapa de puntos predeterminados, y el jugador puede moverse libremente en los pueblos y las ciudades.
Como en Growlanser II, el equipamiento más importante del personaje es su arma anillo. Cada arma anillo mejorará parámetros diferentes, y posee tres ranuras de gemas. Estas ranuras de gema tienen un nivel del 0 al 9. En caso de ser 0, no se podrá equipar ninguna gema. En caso contrario, se podrá equipar una gema de nivel menor o igual al nivel de la ranura. Estas gemas pueden otorgar una variedad de beneficios, como incrementar el daño que inflige el personaje, o disminuir el costo de los hechizos.

## Personajes jugables
Slayn Wilder
Un chico con amnesia. Fue encontrado inconsciente por Annette en la base de un acantilado, y luego fue atendido por ella. También posee la habilidad de ver fantasmas y espíritus. En combate, Slayn empuña una gran espada a dos manos. Los parámetros iniciales de Slayn, sus habilidades y su personalidad son determinados por el tipo de sangre y constelación escogidos por el jugador al comienzo del juego; su personalidad puede cambiar en el transcurso del juego dependiendo de las elecciones de diálogo hechas por el jugador.
Annette Burns
Hija del presidente de la federación Xironia. Su madre fue asesinada antes del inicio de la historia principal. Desea detener la guerra entre Xironia y Aggressival. Ella fue quien encontró a Slayn y lo curó. Quiere que recupere sus memorias. Ella esgrime una espada larga en batalla.
Hugh Foster
Un hombre extraño que se une al grupo en Bibliostock. Le gusta contar chistes que no suelen ser bien recibidos. Esgrime un sable y tiene afinidad por la magia de viento. Él puede ver a Raimy, y conoció a Yayoi en algún punto previo a la historia.
Monika Allenford
Una chica que es mitad humana y mitad featherian. Los featherians normales tienen alas de tamaño completo y son capaces de volar, pero al ser mitad featherian las alas de Monika son muy pequeñas. Le teme al agua por culpa de un incidente en su infancia en el que unos niños featherians la empujaron de un acantilado para intentar hacerla volar. Ella busca a Michelle Liedbulk, una chica que es incapaz de dejar una habitación esterilizada debido a una enfermedad inmunodeficiente. En batallas, Monika utiliza cuchillos arrojadizos.
Viktor Hugo
Un científico que ayudó a los featherians a crear un dispositivo que les permitió encontrar un nuevo mundo en donde asentarse para escapar de las hambrunas y las guerras de su tierra moribunda. Al leer ciertos libros en la biblioteca de Bibliostock, Viktor puede fabricar ciertos ítems. Uno de estos ítems es un dispositivo de invocación espacio-tiempo que puede ser utilizado para importar personajes de Growlanser II: The Sense of Justice.
Yayoi Tachibana
Una doncella del santuario del este. Busca a una mujer llamada Simone que solía trabajar en su santuario. Es el último personaje en unirse al grupo. En batalla, Yayoi empuña un arco.
Raimy
Un hada oscura que Slayn conoce en el pueblo de Schwartzhaas. Al ser un hada, la mayoría de la gente no puede ver a Raimy, por lo que le pide ayuda a Slayn cuando se da cuenta de que él la puede ver. A pesar de no ser un personaje jugable en batalla como el resto, existen algunas misiones en donde el jugador puede controlarla para explorar.